# Дуброво (Шекснинский район)
Дуброво (до 2013 года — Дуброва) — деревня в Шекснинском районе Вологодской области России. Входит в состав сельского поселения Чуровского, с точки зрения административно-территориального деления — в Чуровский сельсовет.

## Название
До 2013 года — Дуброва.
21 октября 2013 года переименована в Дуброво.

## География
Расстояние по автодороге до районного центра Шексны — 11 км, до центра муниципального образования Чуровского — 4 км. Ближайшие населённые пункты — Игумново, Разбуй, Кусты.

## Население
По переписи 2002 года население — 2 человека.